# Österrikes herrlandslag i landhockey
Österrikes herrlandslag i landhockey (tyska: Österreichische Hockeynationalmannschaft der Herren) representerar Österrike i landhockey på herrsidan. Laget slutade på sjunde plats vid 1952 års olympiska turnering.

### Fotnoter
1. ↑  Todor Krastev (19 mars 1952). ”Men Field Hockey Olympic Games 1952 Helsinki (FIN) - 15-24.07 Winner” (på engelska). Sport Statistics. Arkiverad från originalet den 4 mars 2016. https://web.archive.org/web/20160304205108/http://todor66.com/hockey/field/Olympic/Men_1952.html. Läst 27 juli 2015.